# Skofnung
En la mitología nórdica, Skofnung fue la espada del rey danés Hrólfr Kraki: «La mejor de todas las espadas que se han usado en las tierras del norte», conocida por su filo sobrenatural y recio metal, así como por estar imbuido de los espíritus de los 12 fieles berserkers del rey.
En Hrólfs saga kraka se cita a un islandés, Midfjardar-Skeggi, que fue elegido por sorteo para entrar en el túmulo funerario real, cosa que hizo y recuperó la espada lo que hace suponer que puede haber tenido alguna certeza histórica. Otros incidentes similares se encuentran en las sagas nórdicas, como Grettir Ásmundarson y la recuperación de una poderosa espada de un túmulo funerario.
En la saga de Kormák, también aparece la espada y acciones relacionadas con su recuperación, expresamente en los capítulos 9 y 10.
En la saga de Laxdœla, la misma espada acaba en manos de Eiður Skeggjason. Eiður era hijo de Midfjardar-Skeggi, el primer asaltante del túmulo funerario de Hrólfr Kraki. La espada se transmite de Eiður a su pariente Þorkell Eyjólfsson. Eiður presta la espada a Þorkell que mate al proscrito Grim, que había matado al hijo de Eiður. Þorkell luchó contra Grim, pero los dos se hicieron amigos, y Þorkell nunca devolvió la espada de Eiður.
Skofnung se perdió durante un tiempo cuando el barco de Þorkell naufragó frente a las costas de Islandia y murió ahogada toda la tripulación. La espada se clavó en alguna de las maderas de la nave, y llegó a la orilla. Así pues la recupera de algún modo Gellir Þorkelsson, el hijo de Þorkell, como se menciona que la portaba encima en algún momento de la saga. Gellir muere en Dinamarca durante el regreso de su peregrinación a Roma, está enterrado en Roskilde, y parece que Skofnung fue enterrada con él (cerca de donde se recuperó la espada por primera vez), ya que los registros de la saga mencionan que Gellir tuvo la espada con él «y no se recuperó después».
Según Eiður en el capítulo 57 de la saga de Laxdœla, la espada no se puede desenfundar delante de una mujer, el sol jamás debe tocar su empuñadura y que ninguna herida causada por ella puede sanar, excepto si se frota con la piedra de Skofnung, que Eiður también dio a Þorkell. Hay otras antiguas supersticiones parecidas, como la piedra de Eggja en Noruega.